# Obelisc al Eroilor din Războiul pentru Independență, Roznov
Obeliscul Eroilor din Războiul pentru Independență  este un monument istoric aflat pe teritoriul orașului Roznov, județul Neamț. 
Figurează pe lista monumentelor istorice  cod LMI NT-III-m-B-10744.

## Istoric și trăsături
Este clasificat ca monument de for public. A fost ridicat în anul 1908 de Vincenzo Puschiasis în parcul dendrologic al orașului. 

## Imagini

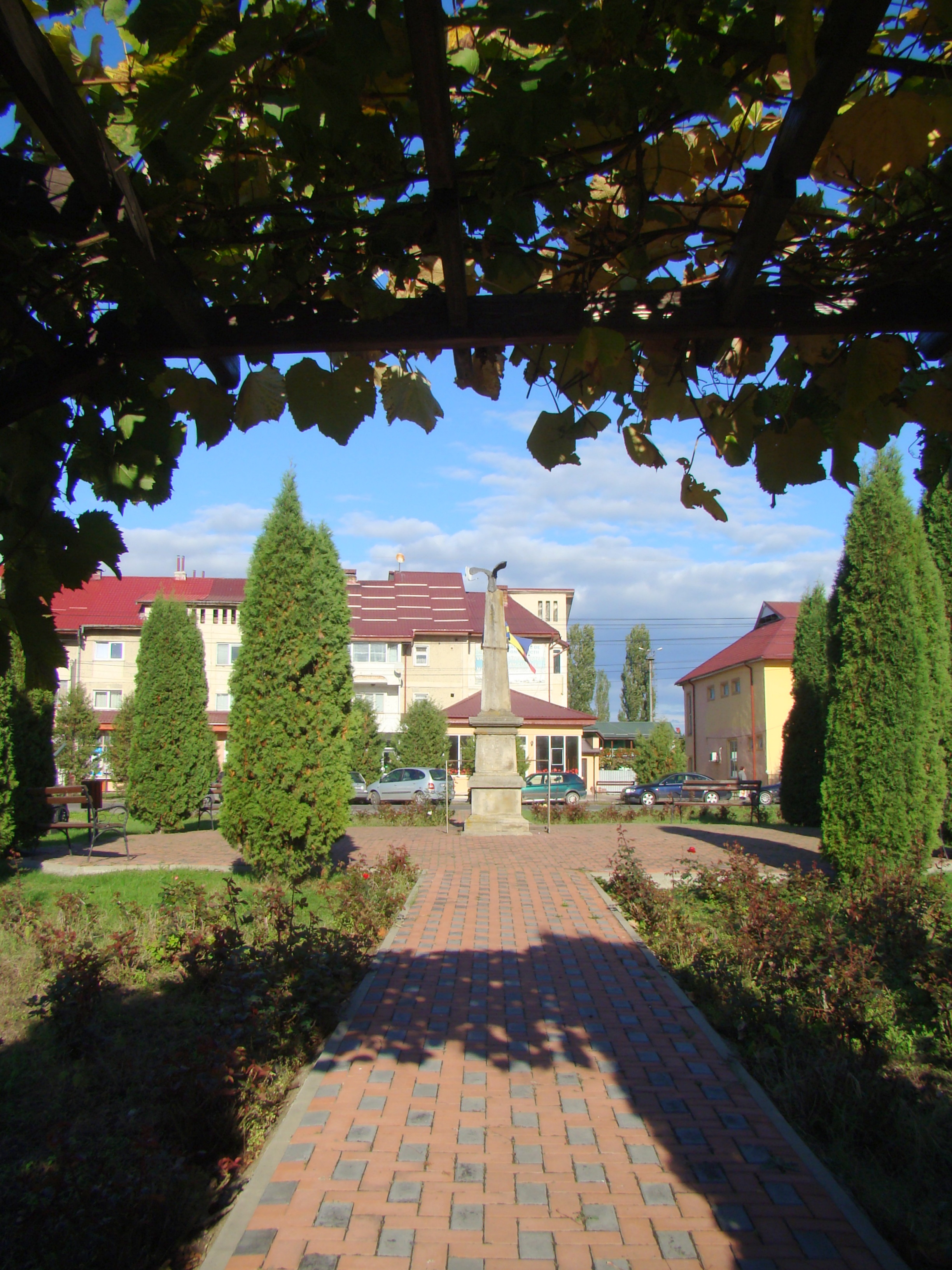
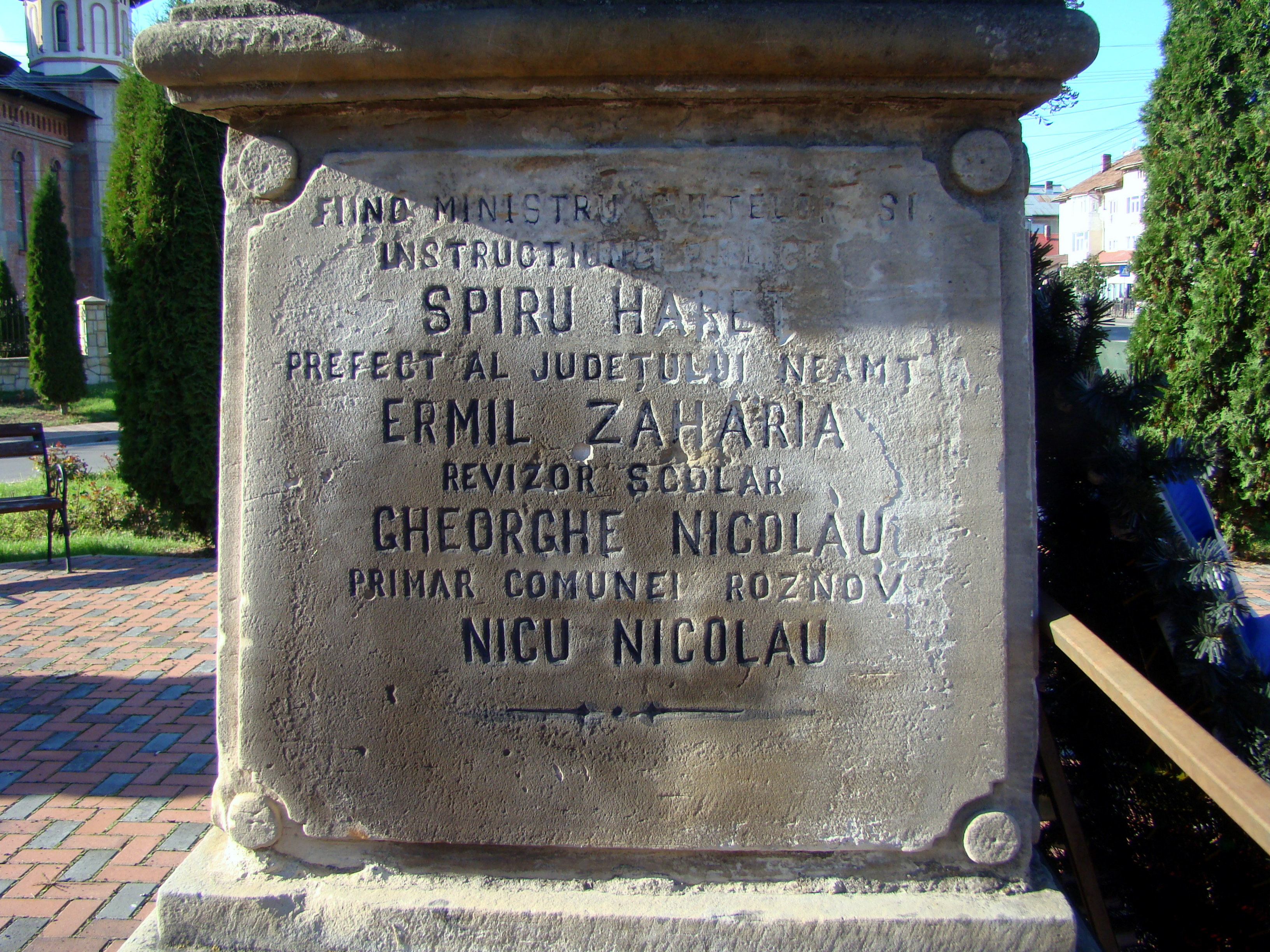
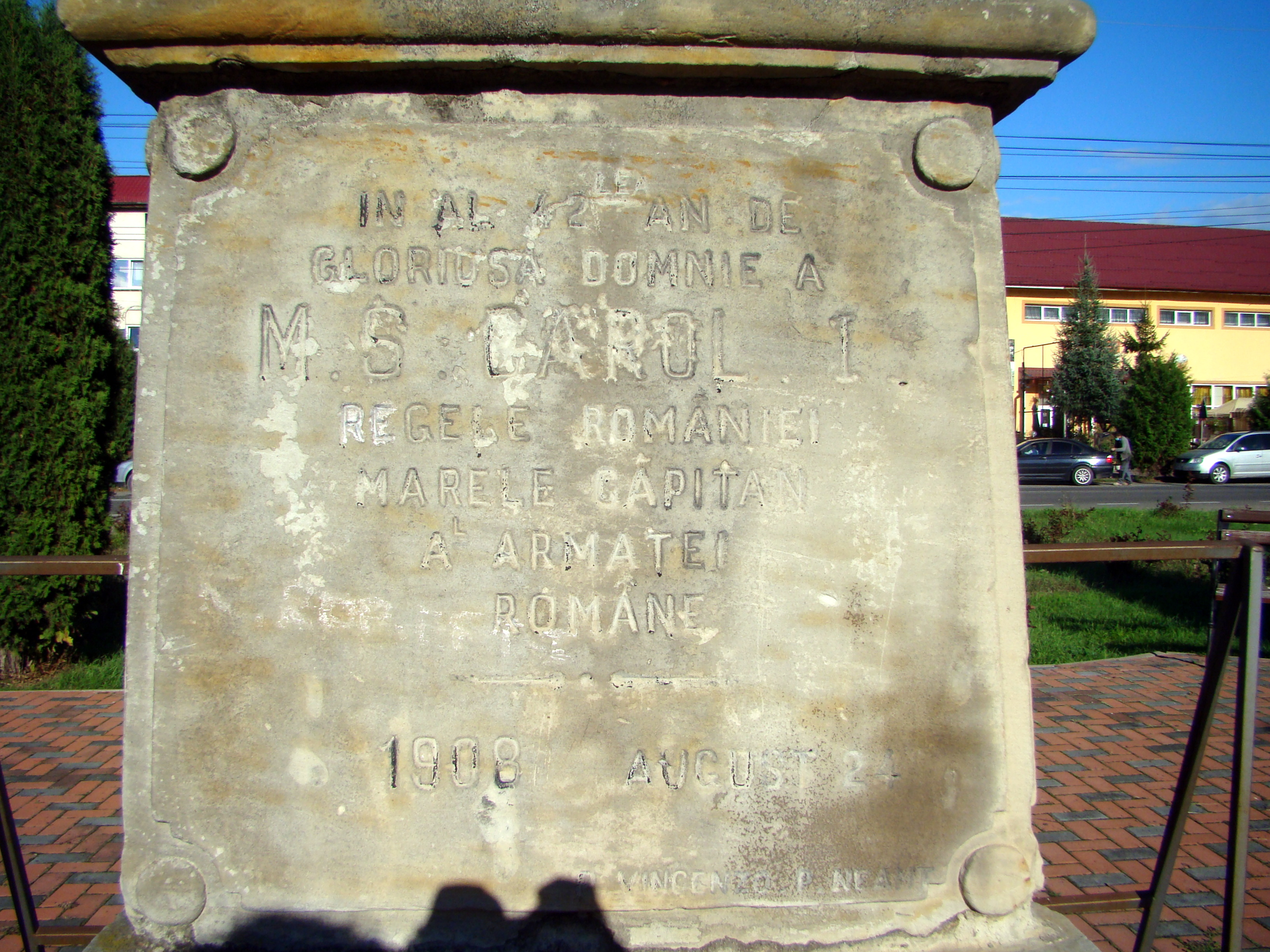
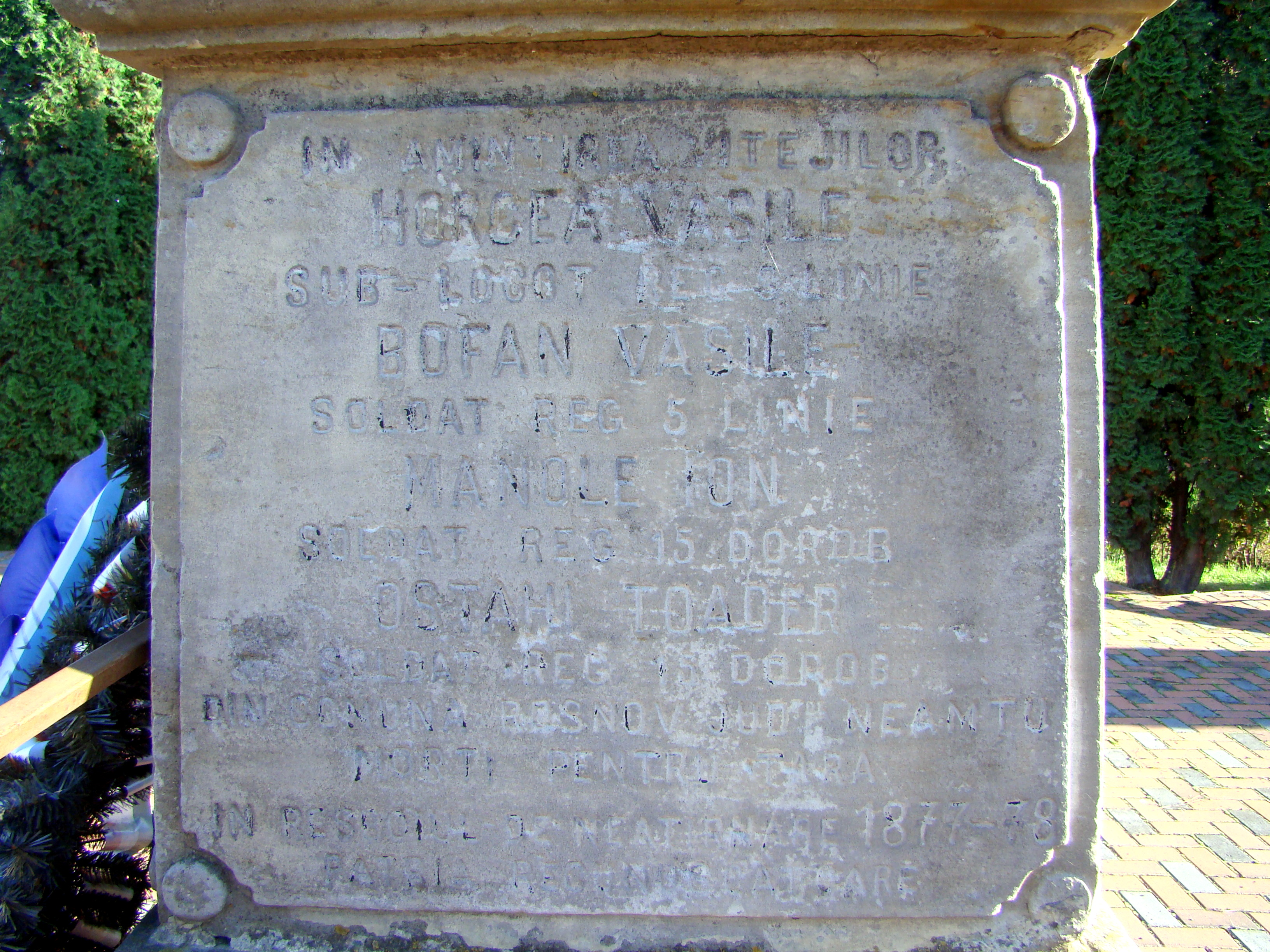
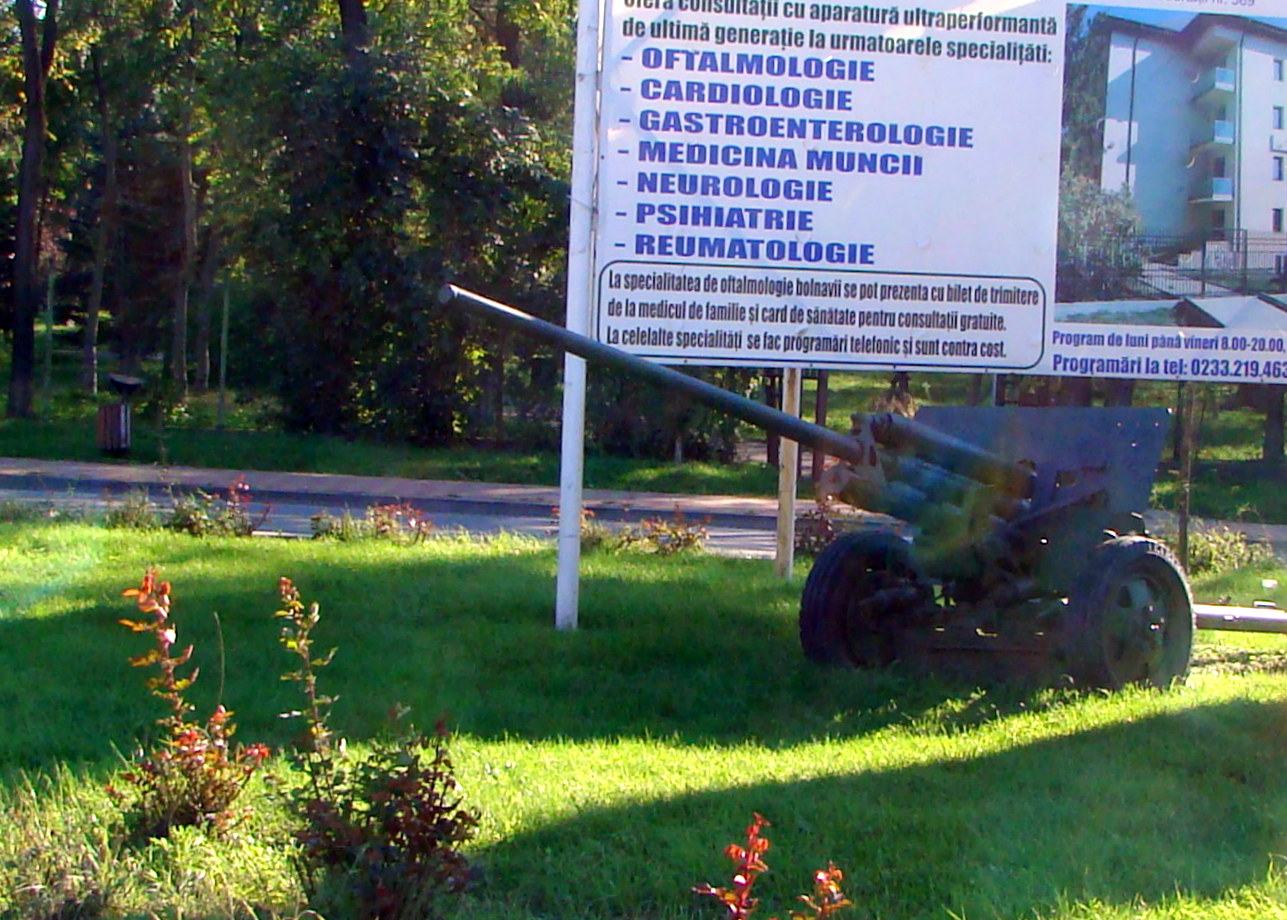
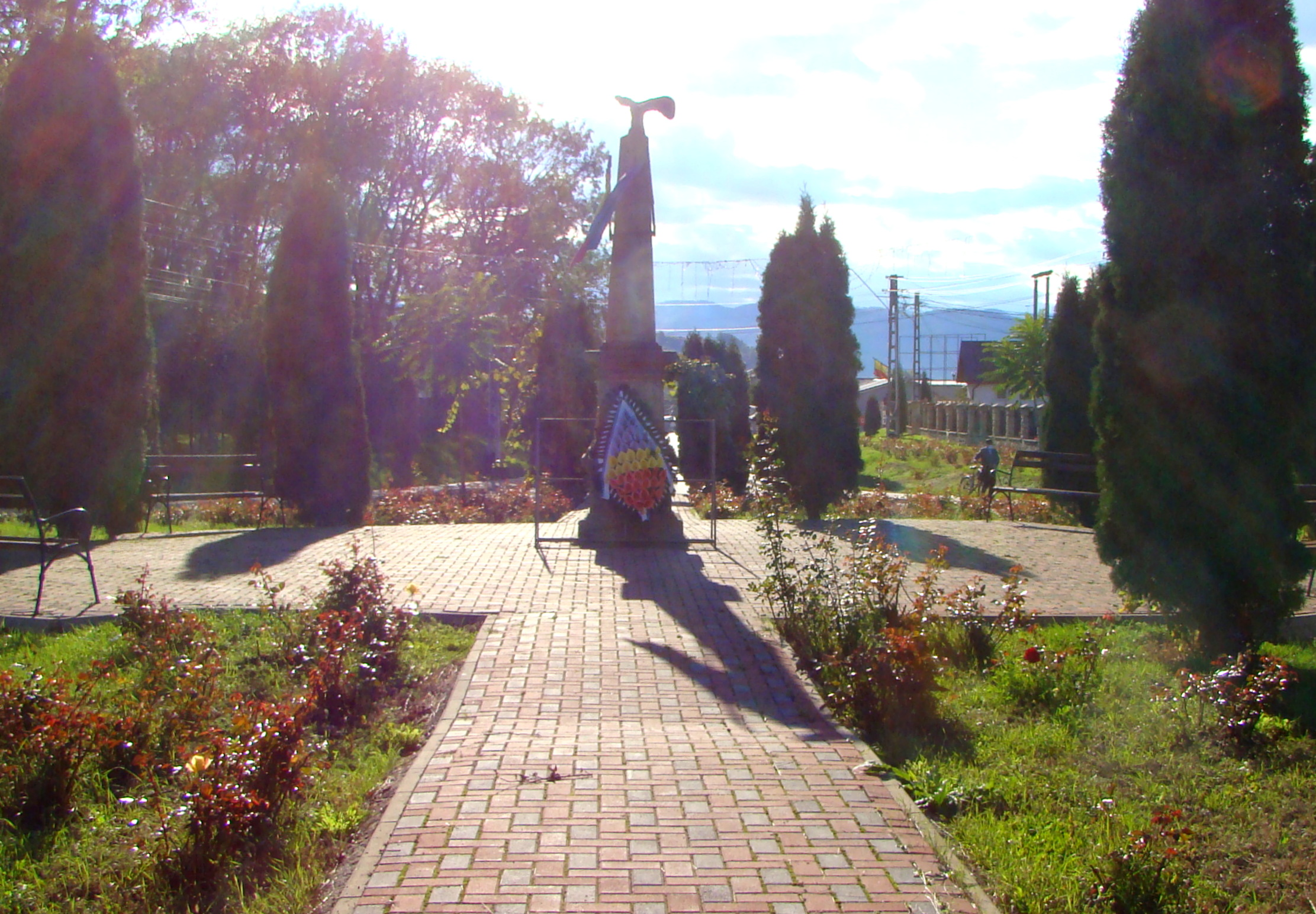
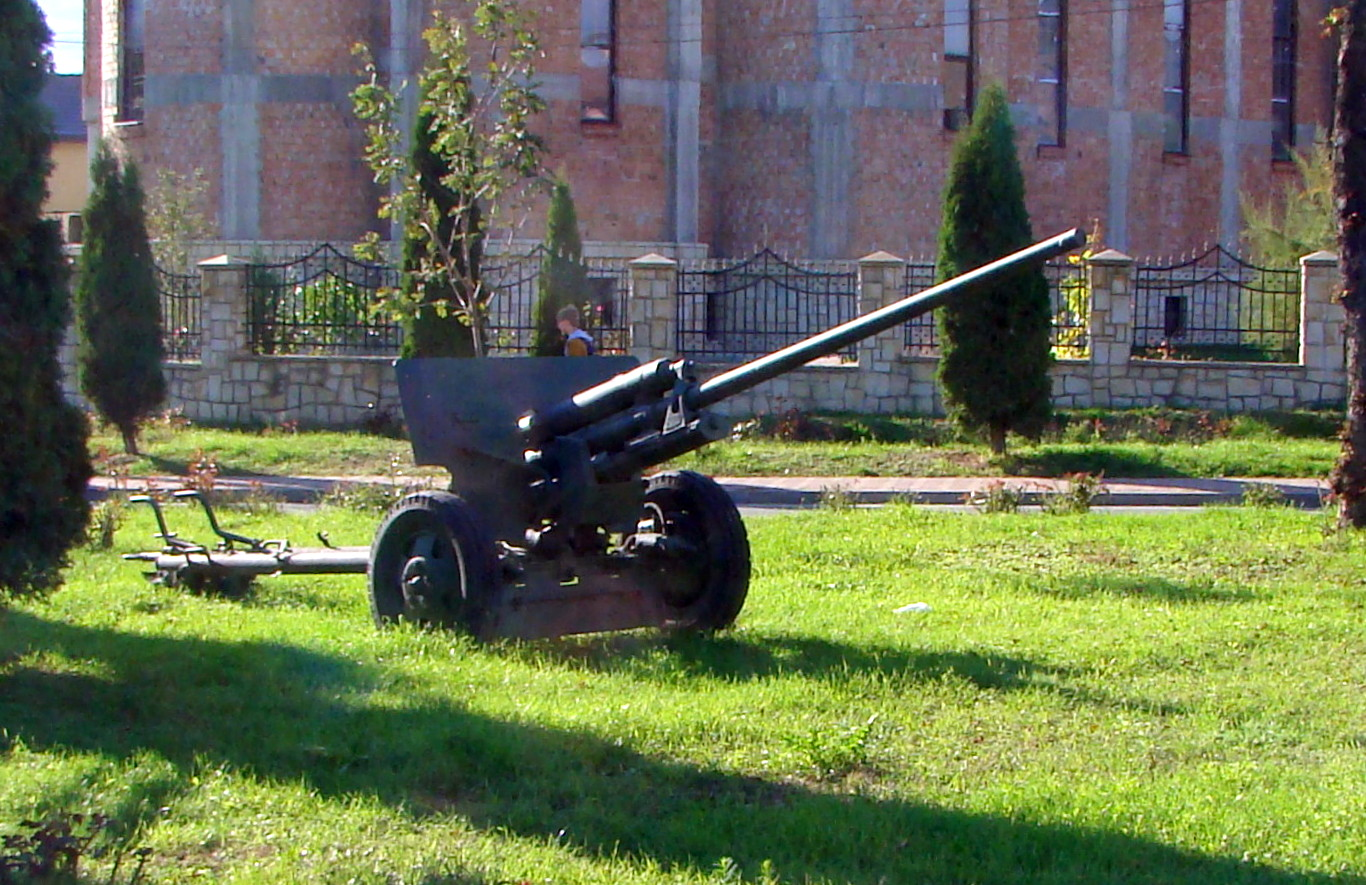
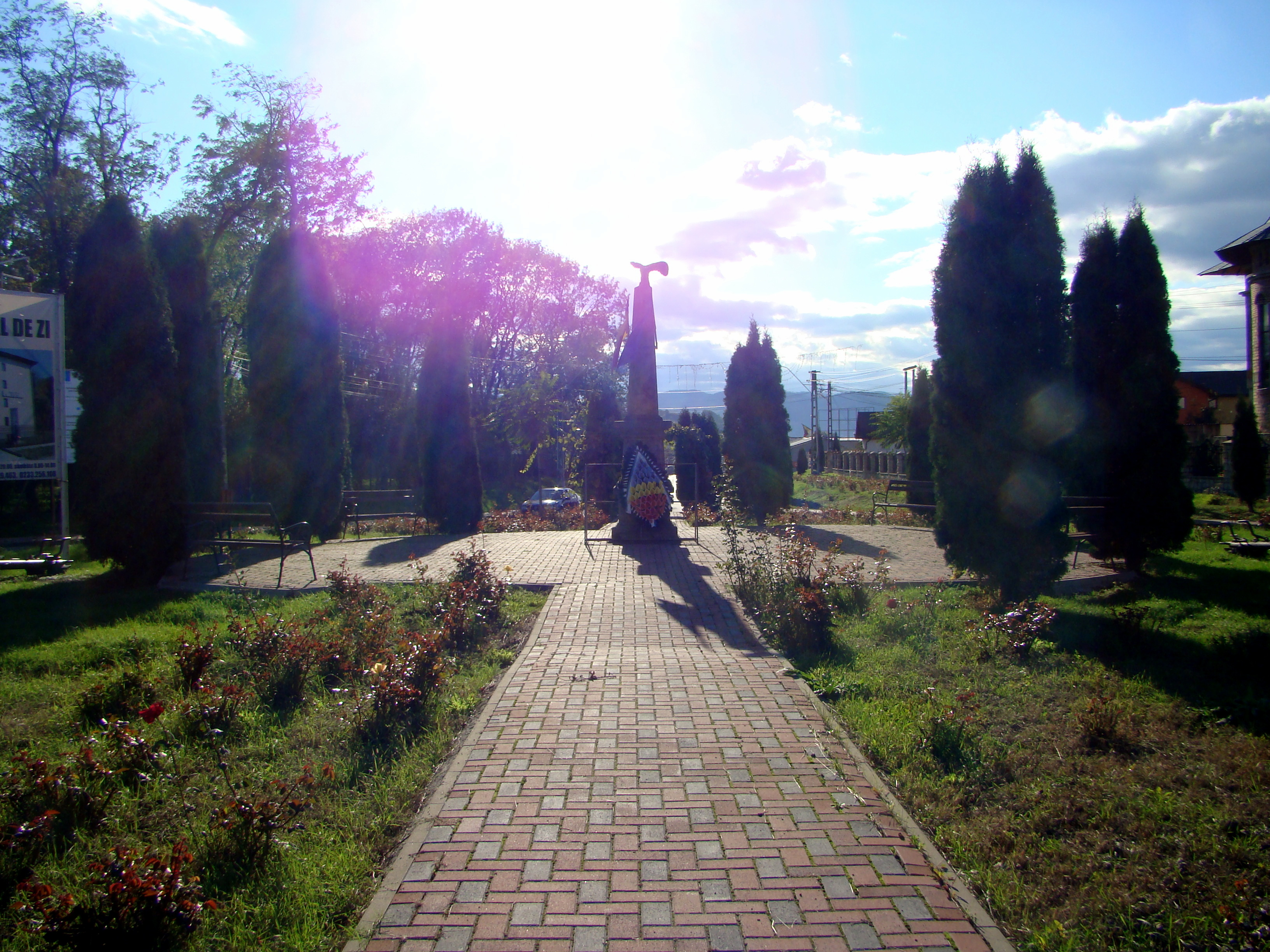